# UPRISING アップライジング
『UPRISING アップライジング』（原題：Uprising）は、2001年制作のアメリカ合衆国の戦争映画。
第二次世界大戦中の1943年4月から5月にかけて、ワルシャワ・ゲットーのユダヤ人レジスタンスがドイツに対して起こした「ワルシャワ・ゲットー蜂起」を描いたテレビ映画。ジョン・アヴネット監督。

## キャスト
- トーシャ・アルトマン：リーリー・ソビエスキー[2]
- モルデハイ・アニエレヴィッツ：ハンク・アザリア[2]
- イツハク・ツケルマン：デヴィッド・シュワイマー[2]
- ユルゲン・シュトロープ：ジョン・ヴォイト[2]
- アダム・チェルニャクフ：ドナルド・サザーランド[2]
- フリッツ・ヒップラー：ケイリー・エルウィス
- ツィヴィア・ルベトキン：サディ・フロスト
- ミラ・フヒラー：ラダ・ミッチェル
- デヴォラ・バロン：ミリー・アヴィタル
- アレクサンドラ・ホールデン
- ルーク・マブリー
- アンディ・ナイマン
- フリードリヒ・ヴィルヘルム・クリューガー：イェスパー・クリステンセン
- アリー・ヴィルナー：エリック・ライヴリー
- シムハ・ローテム：スティーヴン・モイヤー
- アントン・レッサー